# La sombra del caminante
La sombra del caminante és una pel·lícula colombiana de 2004 escrita i dirigida per Ciro Guerra, protagonitzada per Lowin Allende, César Badillo i Julián Díaz.

## Sinopsi
Mañe (César Badillo) és un home en una dura situació econòmica. Ha perdut una cama i com a resultat està embussat en la desocupació, no té diners pel lloguer i és la víctima de burles i abusos dels joves de la seva comunitat. Mentre recorre els carrers a la recerca d'un font d'ingressos, coneix a un estrany home illetrat (Ignacio Prieto), un cadirer que es dedica a carregar gent a la seva esquena pel centre de Bogotà, cobrant 500 pesos. Donada la manera en què poden ajudar-se mútuament, tots dos homes entaulen una curiosa amistat que fa la seva vida més suportable i els permet compartir els seus problemes personals. Però tots dos comparteixen un passat violent producte del conflicte armat. Aquest passat els uneix i alhora els separa, com a homes que ho han perdut tot, excepte l'esperança d'un nou començament.

## Nominacions i premis
Va guanyar el premi del jurat al Festival de Cinema de Tribeca, el premi Cinema en Construcció al Festival Internacional de Cinema de Sant Sebastià 2003 i el premi del públic al Festival de Cinema Llatinoamericà de Tolosa de Llenguadoc de 2005. La pel·lícula fou seleccionada per representar Colòmbia a l'Oscar a la millor pel·lícula de parla no anglesa als Premis Oscar de 2005, però la seva nominació no fou acceptada.

## Repartiment
- Ignacio Prieto
- César Badillo
- Julián Díaz